# المهيزلات الأصليون (المعاليم)
المهيزلات الأصليون (بالعامية: المهيزلات الاصليين) هو دُوَّار يقع بجماعة أولاد عيسى، إقليم الجديدة، جهة الدار البيضاء سطات في المغرب. ينتمي الدوّار لمشيخة المعاليم التي تضم 27 دوار. يقدر عدد سكانه بـ 81 نسمة حسب الإحصاء الرسمي للسكان والسكنى لسنة 2004.

## روابط خارجية
- البوابة الوطنية للجماعات الترابية
- المندوبية السامية للتخطيط